# Oblastens Sports Complex "Metalist"
Oblast Sports Complex "Metalist" (ukrainsk: Обласний спортивний комплекс "Металіст") er et fodboldstadion i den ukrainske by Kharkiv, med en tilskuerkapacitet på 38.633 siddepladser.
Stadionet blev anvendt til gruppekampe ved Europamesterskabet i fodbold 2012, og er hjemmebane for fodboldklubben Metalist Kharkiv.
Etableringen startede i 1925 og åbningen var den 12. september 1926.

## UEFA Euro 2012
Oblast Sports Complex "Metalist" er et af otte stadioner, der blev anvendt under EM i fodbold 2012, hvor Ukraine var vært sammen med nabolandet Polen. Tre kampe i gruppe B blev spillet på stadionet.
- 9. juni 2012 / Holland – Danmark 0-1.
- 13. juni 2012 / Holland – Tyskland 1-2.
- 17. juni 2012 / Portugal – Holland 2-1